# S-a votat Codul penal
S-a votat Codul penal este un album lansat de Valeriu Sterian și Compania de Sunet în anul 1992. Înregistrat în studioul lui Nicu Alifantis, acesta reprezintă al doilea material al lui Sterian produs prin intermediul propriei case de discuri, Compania de Sunet, înființată de artist în anul precedent. S-a votat Codul penal este un album conceptual, cu un sunet unitar, deși influențele muzicale sunt variate: hard rock, folk, blues, baladă rock, rock and roll și chiar folclorul închisorilor în cazul primei piese, care este inedită în ceea ce privește orchestrația, realizată doar cu sunete produse de lanț, clanță și zăvor. Mesajele celor 10 cântece se completează între ele, abordând din mai multe perspective și planuri privarea de libertate a individului în tânăra societate democratică românească, ce se presupunea a fi liberă. Vali Sterian colaborează cu prietenul său Alexandru Andrieș, prezent pe acest album la pian, muzicuță și grafică. Spectacolul de lansare a avut loc la Teatrul Bulandra din Capitală, cu participarea lui Nicu Alifantis și a lui Alexandru Andrieș, în data de 21 decembrie 1992, la împlinirea a exact trei ani de la izbucnirea Revoluției în București. Acest disc a fost însoțit de un film regizat de Vivi Drăgan Vasile și editat în 1993 pe suport casetă video (VHS). Filmul omonim reprezintă unicul material video oficial lansat de Vali Sterian.

## Piese
1. S-a votat Codul penal
2. Singur în celulă
3. Vom fi ce-am fost (Dar nu mai mult decât atât)
4. Planeta ca o pușcărie
5. Educație prin cântec I - Interdicții
6. Rugăminte fără zăbală
7. Colivia vieții
8. Escu
9. Viitorii deținuți politici
10. Educație prin cântec II - Sfaturi

Muzică: Folclor (1); Valeriu Sterian (2-10)

Versuri: Folclor (1); deținut politic anonim (volumul „Poezii din închisori”) (2); Valeriu Sterian (3-10)

## Personal
- Valeriu Sterian – voce, chitară, tamburină, lanț
- Dan Cimpoeru – chitară solo
- Mihai Petrescu – bas
- Radu Gheorghe – tobe, clanță, zăvor
- Alexandru Andrieș – pian (2, 5, 8, 9); muzicuță (2, 5)

Înregistrări muzicale și mixaje realizate în studioul Nicu Alifantis, București, 1992.
Inginer de sunet: Theodor Negrescu. Foto și grafică: Alexandru Andrieș. Producător: Compania de Sunet S.R.L. București, 1992.
Albumul a fost reeditat în anul 1999 în format casetă audio de Compania de Sunet & Metropol Music.